# Siedentopf (cráter)

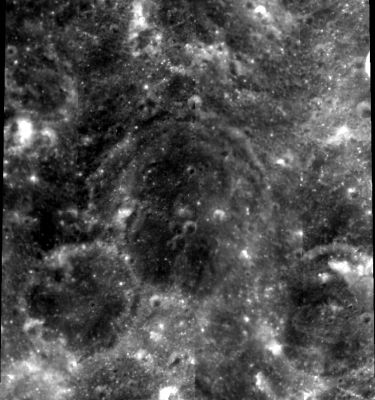
Fotografía de la misión Clementine (1994)

Siedentopf es un cráter de impacto gastado perteneciente a la cara oculta de la Luna. Se encuentra al este-sureste del cráter más grande Vernadskiy. Más al sur aparece Hoffmeister.
La parte noroccidental del borde del cráter ha sido dañada, pero el resto está solo moderadamente desgastado. El cráter satélite Siedentopf Q penetra en el borde en el lado suroeste, y las rampas de este impacto cubren una parte del suelo interior de Siedentopf. El resto del suelo está marcado por algunos pequeños cráteres.

## Cráteres satélite
Por convención estos elementos son identificados en los mapas lunares poniendo la letra en el lado del punto medio del cráter que está más cerca de Siedentopf.
|            | \| Siedentopf \| Coordenadas \| Diámetro \| \| ---------- \| ------------------------------ \| -------- \| \| F \| 22°06′N 138°30′E / 22.1, 138.5 \| 42 km \| \| G \| 20°30′N 138°24′E / 20.5, 138.4 \| 61 km \| \| H \| 20°54′N 137°12′E / 20.9, 137.2 \| 42 km \| \| M \| 19°00′N 135°30′E / 19.0, 135.5 \| 31 km \| \| Q \| 20°42′N 133°42′E / 20.7, 133.7 \| 42 km \| |          |
| Siedentopf | Coordenadas | Diámetro |
| F          | 22°06′N 138°30′E / 22.1, 138.5 | 42 km    |
| G          | 20°30′N 138°24′E / 20.5, 138.4 | 61 km    |
| H          | 20°54′N 137°12′E / 20.9, 137.2 | 42 km    |
| M          | 19°00′N 135°30′E / 19.0, 135.5 | 31 km    |
| Q          | 20°42′N 133°42′E / 20.7, 133.7 | 42 km    |